# G20
Група двадцяти, або G20 (в пострадянських країнах інколи використовують викривлену назву — Велика Двадцятка) — група міністрів фінансів та керівників центральних банків 20 економік: 19 з найбільших економік світу, Європейського Союзу та Африканського Союзу. Загалом, економіки G-20 становлять 90 % світового ВНП, 80 % світової торгівлі (включаючи внутрішню торгівлю у ЄС) та дві третини населення світу.

## Історія
Рішення про організацію міжнародного форуму «Група двадцяти» (G-20) було прийнято на зустрічі міністрів фінансів і голів центральних банків країн «Групи семи» у Вашингтоні 25 вересня 1999 року.
Ідея створення «Групи двадцяти» обумовлена прийнятим на зустрічі лідерів «Групи семи» в Кельні в червні 1999 року рішенням встановити «неформальний механізм для діалогу з ключових питань економічної та фінансової політики між системно утворюючими країнами світу з метою досягнення стабільного і стійкого зростання світової економіки на благо всіх країн».
Засновницька конференція міністрів фінансів і керівників центральними банками «Великої двадцятки» відбулася 15-16 грудня 1999 року в Берліні. Конференція визначила, що «Група двадцяти» є неформальною організацією, що об'єднує країни з різних регіонів світу і з різним рівнем господарського розвитку, а також провідні міжнародні фінансові організації на основі зацікавленості в колективному вирішенні найважливіших світових економічних і фінансових проблем.
Членами «двадцятки» є Австралія, Аргентина, Бразилія, Велика Британія, Індія, Індонезія, Італія, Канада, Китай, Південна Корея, Мексика, Німеччина, ПАР, Росія, Саудівська Аравія, США, Туреччина, Франція, Японія і Європейський Союз. Постійними учасниками зустрічей «двадцятки» є МВФ, Європейський центральний банк і Світовий банк.
Загалом на країни «двадцятки» припадає понад 85 % світового ВВП. У них живе понад 60 % населення світу, причому 66 % бідного населення також припадає на ці країни.
Основна форма діяльності G20 — щорічні зустрічі на рівні міністрів фінансів і голів центробанків. Зустрічі проходять в країні, яка є головою групи.
Країна-голова G20 міняється щорічно за принципом ротації. При цьому щороку країни, що головують, повинні бути з різних регіонів (наприклад, у 2007 році головувала ПАР, у 2008 році — Бразилія, у 2009 році — Велика Британія). Тимчасовий секретаріат розташовується в країні, що головує.

### Посилення ролі форуму під час світової кризи
14-16 листопада 2008 року у Вашингтоні відбувся саміт «двадцятки», в рамках якого обговорювалися наслідки світової фінансової кризи та заходи, необхідні для його подолання. Учасники саміту в спільній декларації затвердили п'ять принципів реформ для зміцнення фінансових ринків і режимів регуляцій для запобігання майбутнім кризам, а також домовилися провести наступну зустріч «двадцятки» до 30 квітня 2009 року. У роботі вашингтонського форуму брали участь лідери держав-членів G20, ЄС, ООН, МВФ, Світового банку і Форуму фінансової стабільності.
Саміт «двадцятки» в Лондоні 2 квітня 2009 року продовжив обговорення шляхів подолання кризи, і водночас зібрав значні виступи антиглобалістів.
25 вересня 2009 на саміті G20 в Піттсбурзі лідери країн G20 домовилися про перерозподіл квот в Міжнародному валютному фонді і Світовому банку на користь країн, що розвиваються. На користь динамічних ринків країн, що розвиваються, буде перерозподілено не менше трьох відсотків голосів у СБ і щонайменше п'ять відсотків голосів у МВФ. Крім того, вирішено, що з 2011 року саміти G20 проходитимуть щорічно, а не двічі в рік, як раніше. У 2010 році зустрічі «двадцятки» пройшли в червні в Канаді та в листопаді в Південній Кореї. У 2011 році саміт відбувся у Франції. Згідно з рішеннями саміту, G20 стане головним форумом для вирішення питань глобальної економіки замість «Групи семи», а Світовий банк візьме на себе вирішення таких глобальних проблем, як продовольча безпека і зміна клімату.

## Структура

### Саміти
Саміти G-20 були створені як відповідь на глобальну фінансову кризу 2007—2010 років і на зростаюче визнання того, що ключові розвиткові економіки не були належним чином включені до основної глобальної економічної дискусії й управління. Саміти глав держав та урядів G-20 проводяться на додаток до засідань міністрів фінансів і керівників центральних банків. Після дебюту в 2008 році на найвищому рівні у Вашингтоні, лідери G-20 зустрічалися двічі на рік в Лондоні і Піттсбурзі в 2009, Торонто і Сеулі в 2010 році. Також саміти було проведено у Франції (2011), Мексиці (2012), Росії (2013), Австралії (2014), Туреччина (2015), Китайська Народна Республіка (2016), Німеччина (2017), Аргентина (2018), Японія (2019), Італія (2021), Індонезії (2022), Індії (2023). Саміт 2023 року — перший в історії саміт G20, який відбувся в Індії, а також у Південній Азії загалом. Саміт 2024 року відбувся у Ріо-де-Жанейро 18-19 листопада 2024 року (Бразилія).
| Дата          | Держава           | Місто           |
| ------------- | ----------------- | --------------- |
| Листопад 2008 | США               | Вашингтон       |
| Квітень 2009  | Велика Британія   | Лондон          |
| Вересень 2009 | США               | Пітсбург        |
| Червень 2010  | Канада            | Торонто         |
| Листопад 2010 | Південна Корея    | Сеул            |
| Листопад 2011 | Франція           | Канни           |
| Червень 2012  | Мексика           | Лос Кабос       |
| Вересень 2013 | Росія             | Санкт Петербург |
| Листопад 2014 | Австралія         | Брисбен         |
| Листопад 2015 | Туреччина         | Анталія         |
| Вересень 2016 | КНР               | Ханчжоу         |
| Липень 2017   | Німеччина         | Гамбург         |
| Листопад 2018 | Аргентина         | Буенос-Айрес    |
| Червень 2019  | Японія            | Осака           |
| Листопад 2020 | Саудівська Аравія |                 |
| Жовтень 2021  | Італія            | Рим             |
| Листопад 2022 | Індонезія         | Балі            |
| Вересень 2023 | Індія             | Нью-Делі        |
| Листопад 2024 | Бразилія          | Ріо-де-Жанейро  |

### Учасники
- Австралія
- Аргентина
- Бразилія
- Велика Британія
- Індія
- Індонезія
- Італія
- Канада
- КНР
- Південна Корея
- Мексика
- Німеччина
- ПАР
- Росія
- Саудівська Аравія
- США
- Туреччина
- Франція
- Японія

Двадцятим, колективним членом організації, є Європейський союз, який репрезентують голова Європейської Ради та голова Європейського центрального банку.

## Поточні лідери

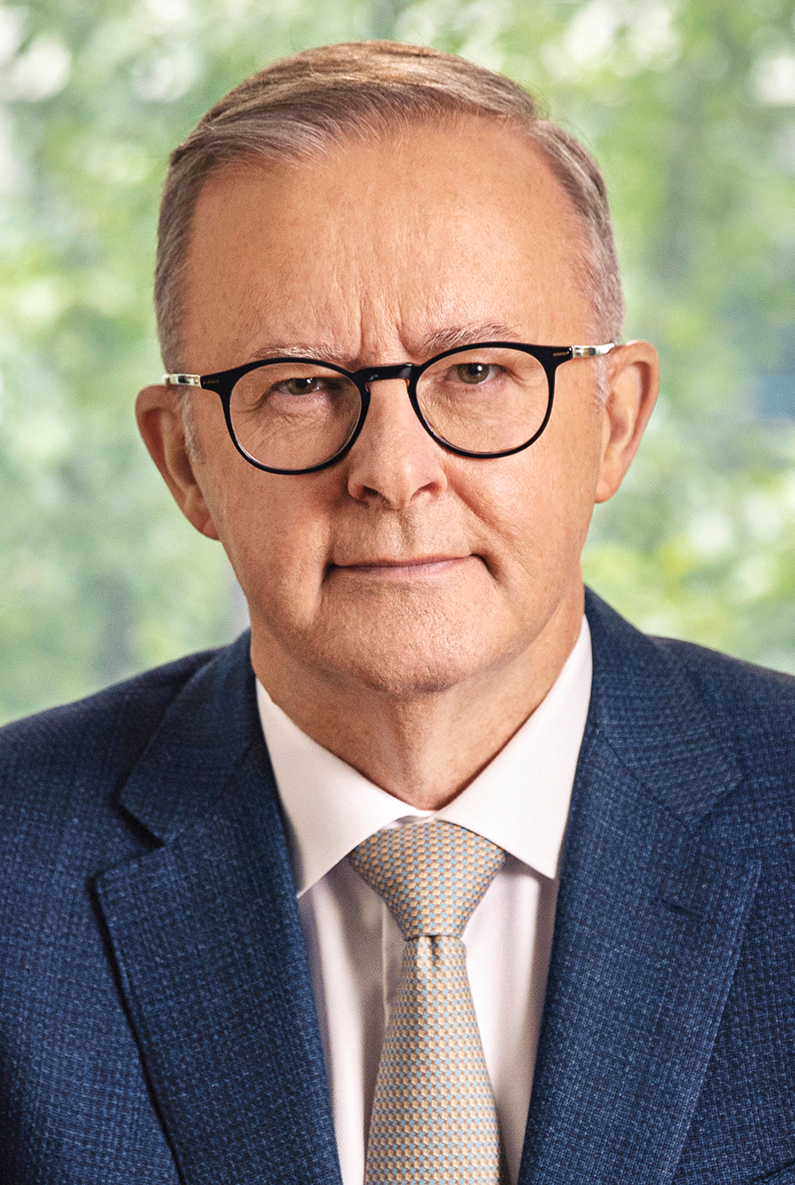
Австралія Ентоні Албаніз, Прем'єр-міністр
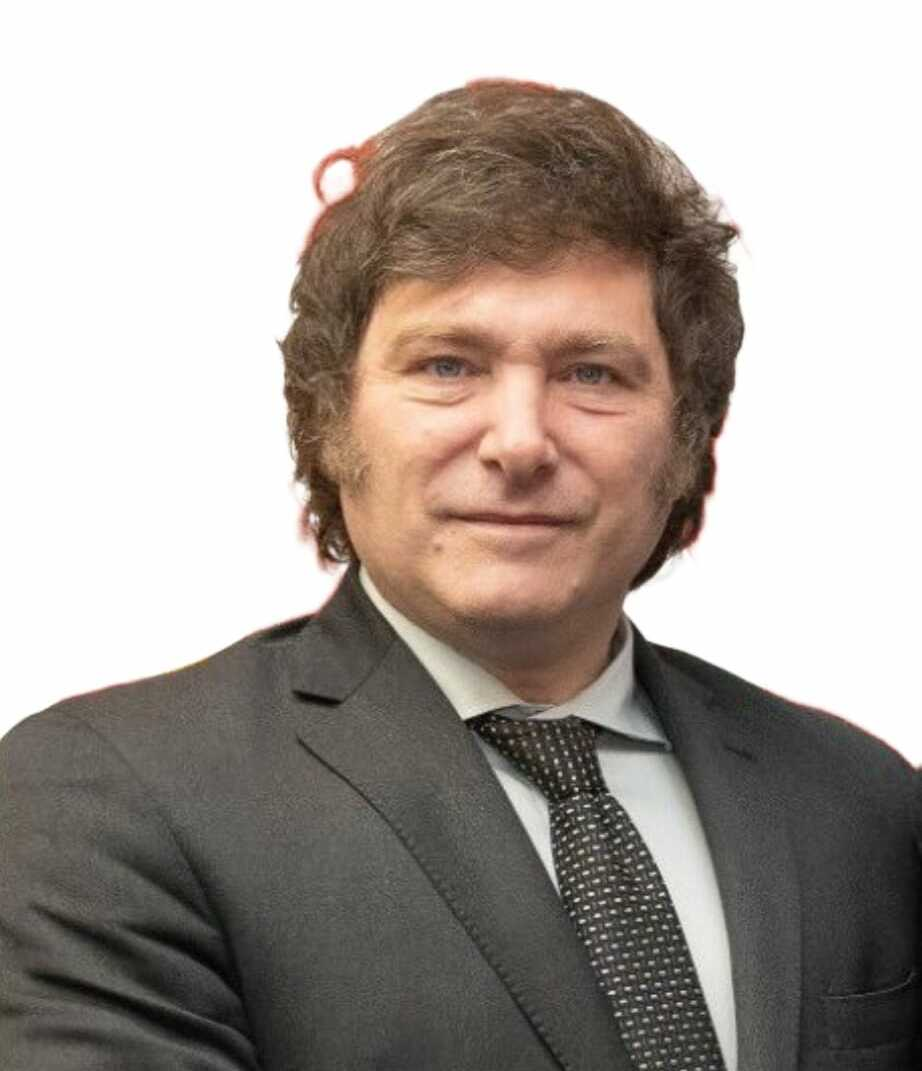
Аргентина Хав'єр Мілей, Президент
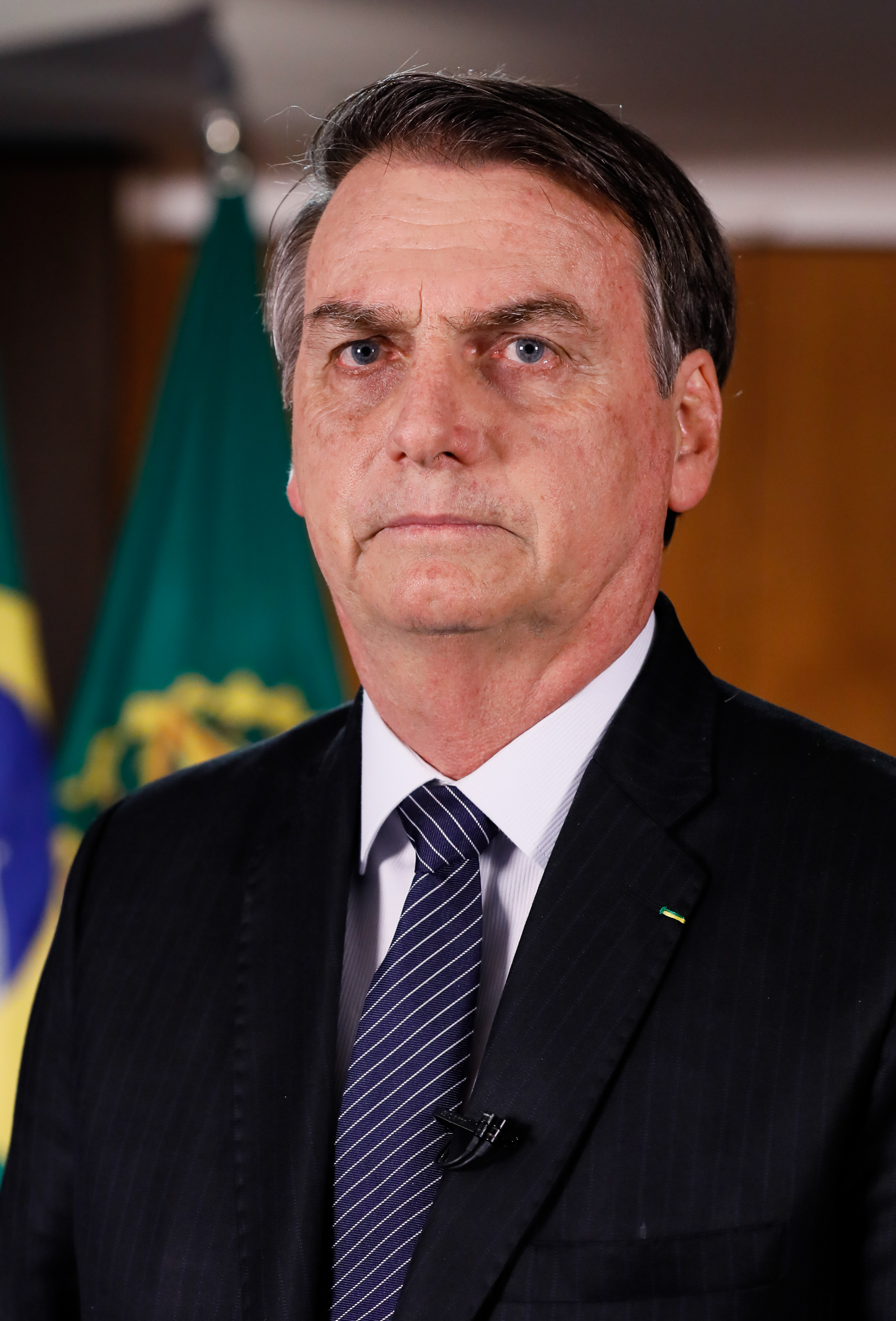
Бразилія Жаїр Болсонару, Президент
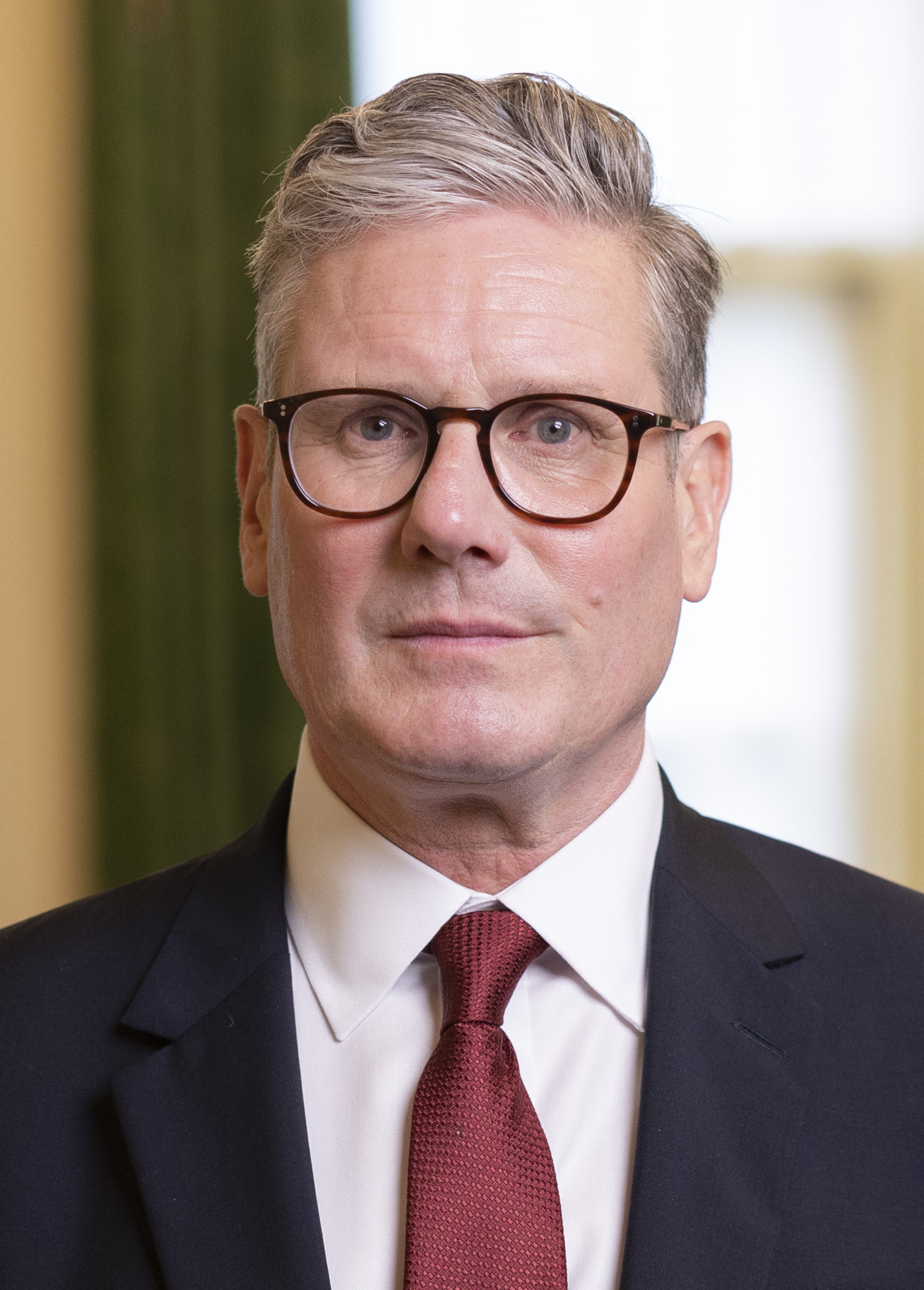
Велика Британія Кір Стармер, Прем'єр-міністр
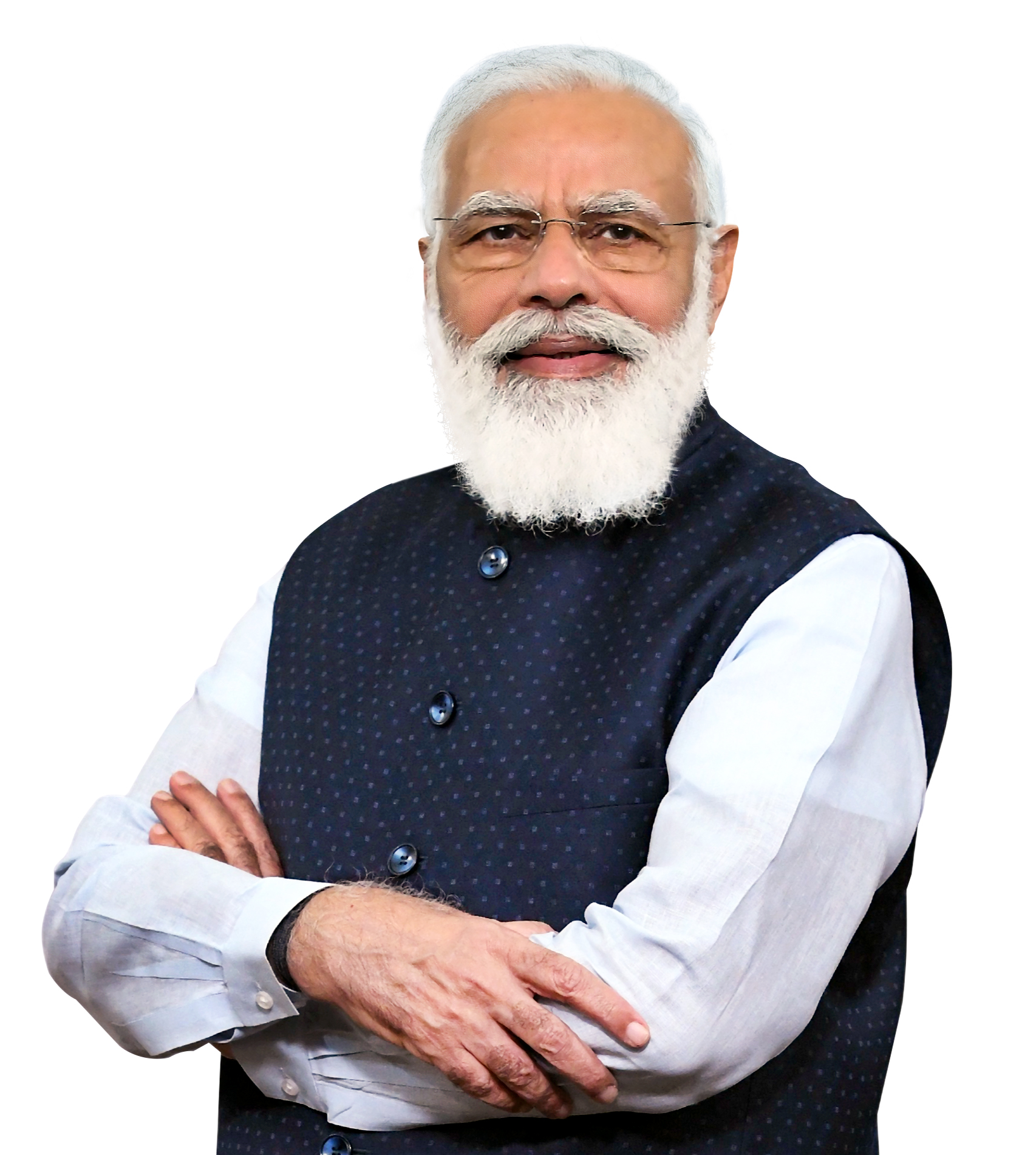
Індія Нарендра Моді, Прем'єр-міністр
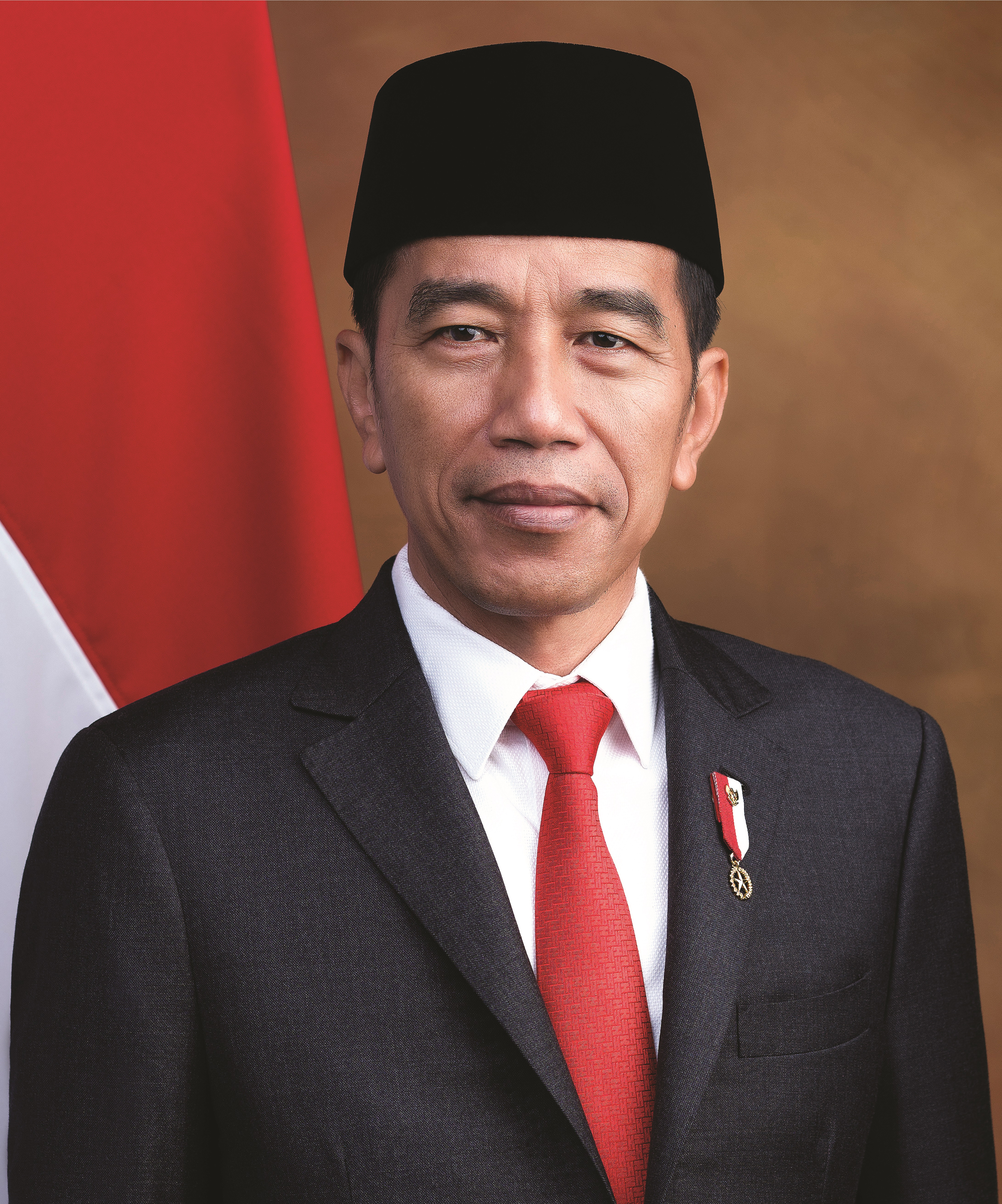
Індонезія Джоко Відодо, Президент
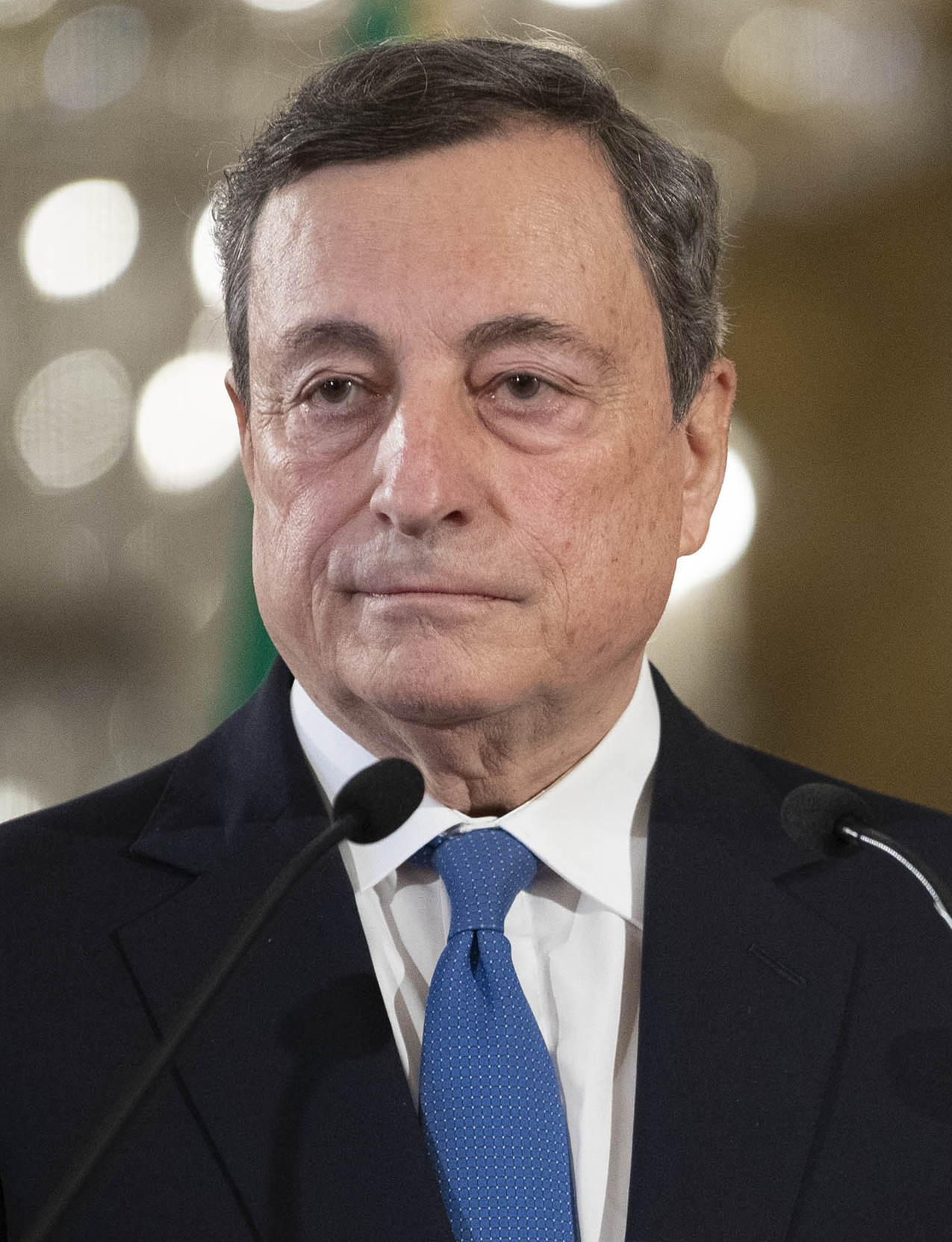
Італія Маріо Драґі, Прем'єр-міністр
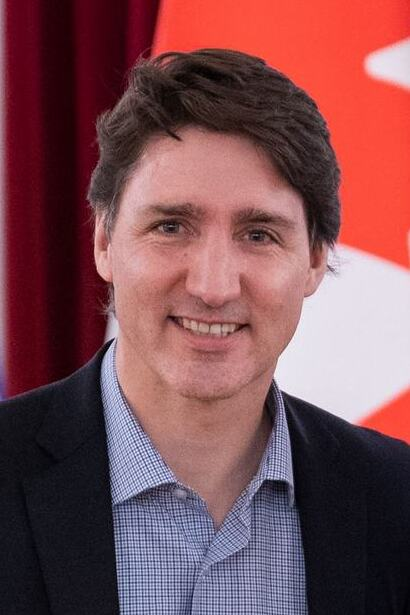
Канада Джастін Трюдо, Прем'єр-міністр
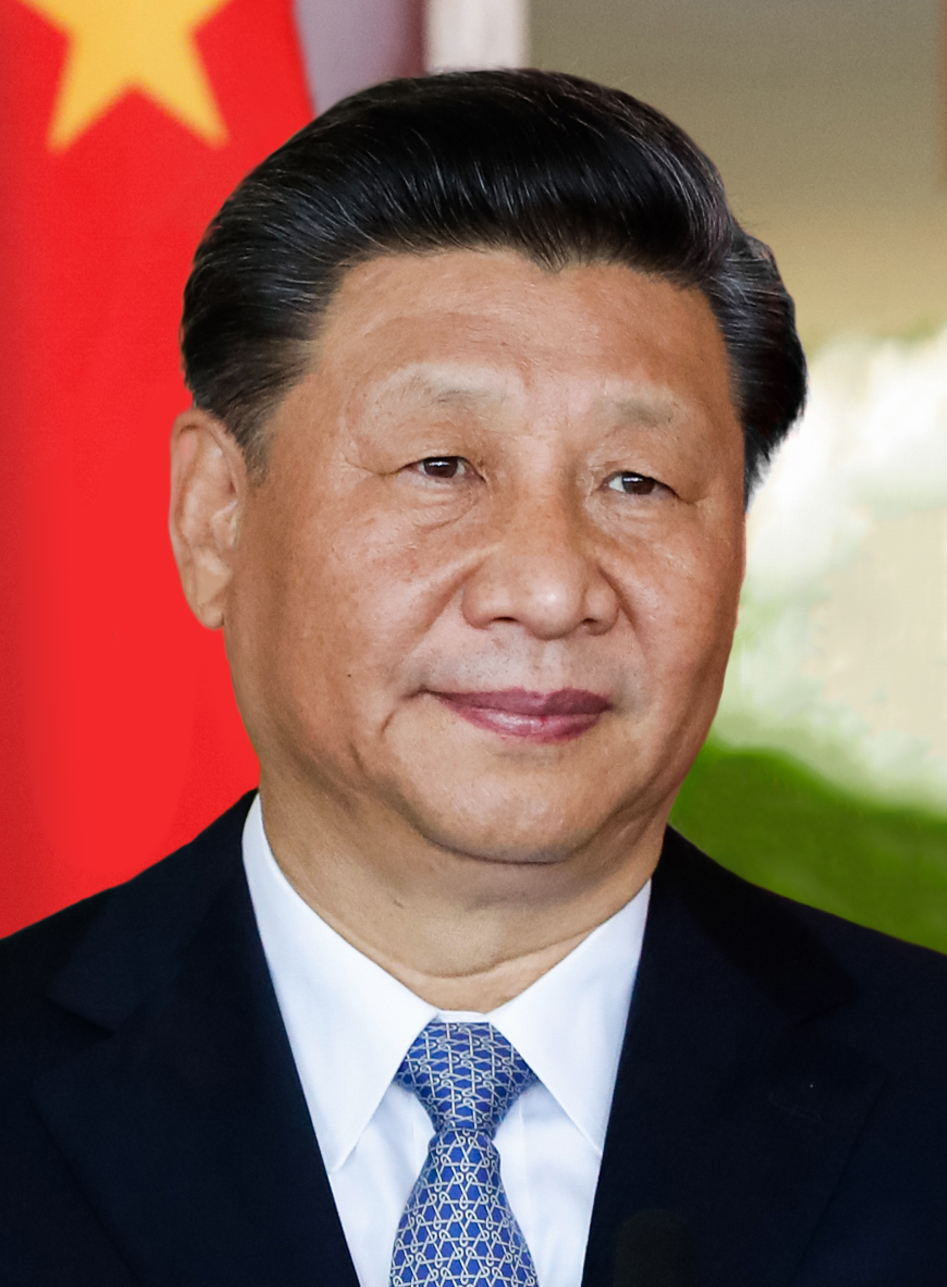
Китай Сі Цзіньпін, Голова КНР
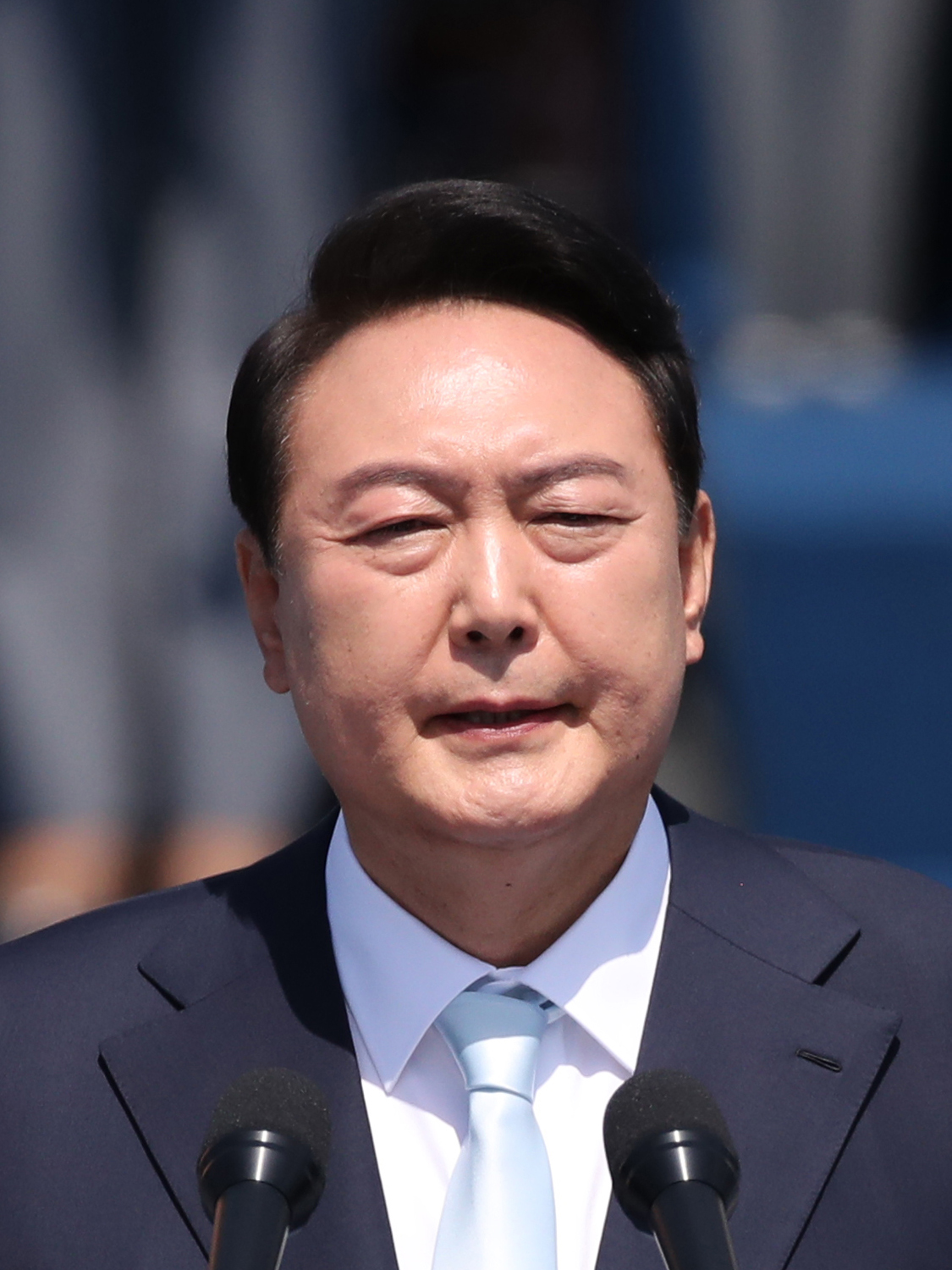
Південна Корея Юн Сок Йоль, Президент
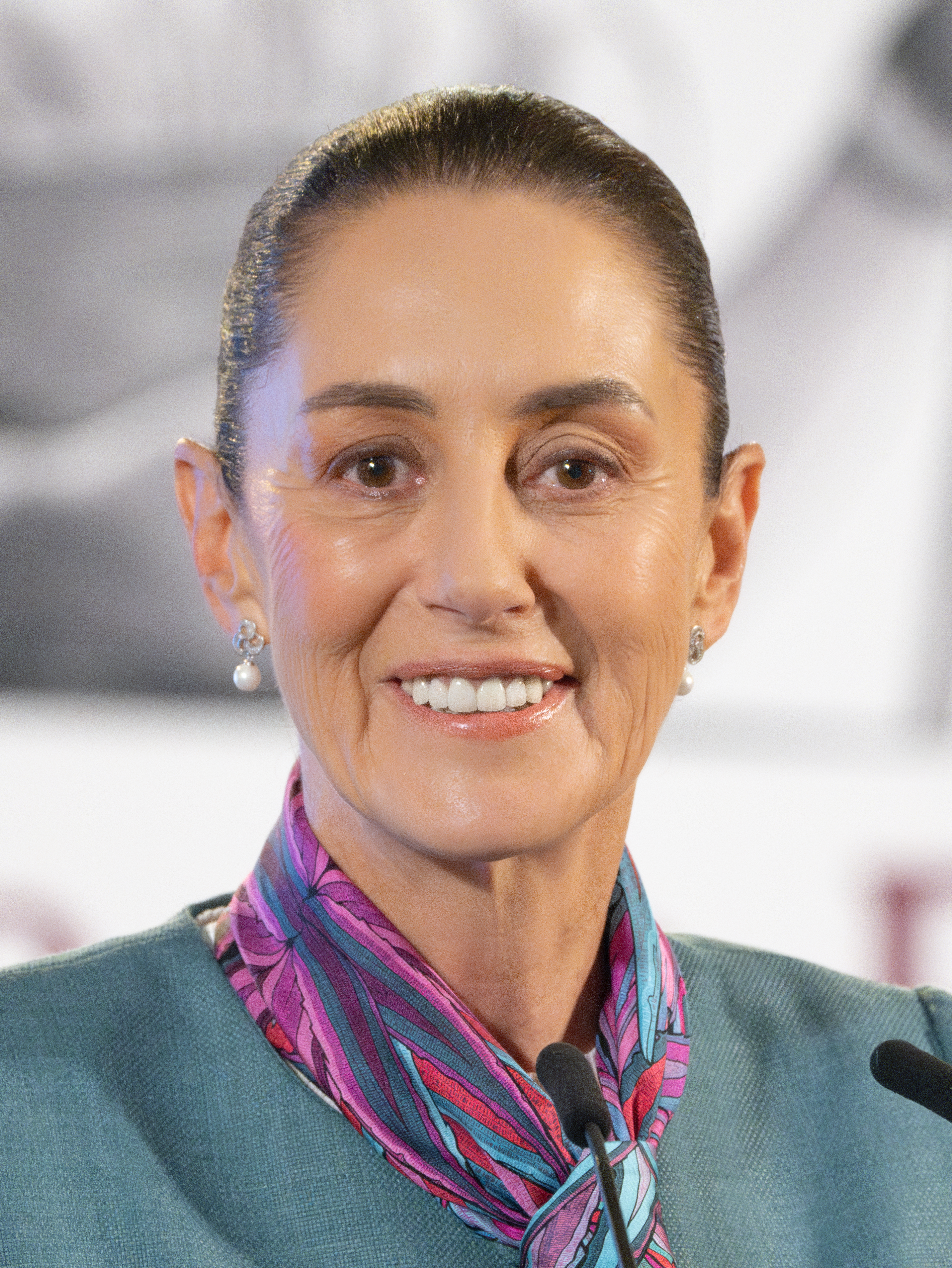
Мексика Клаудія Шейнбаум, Президент
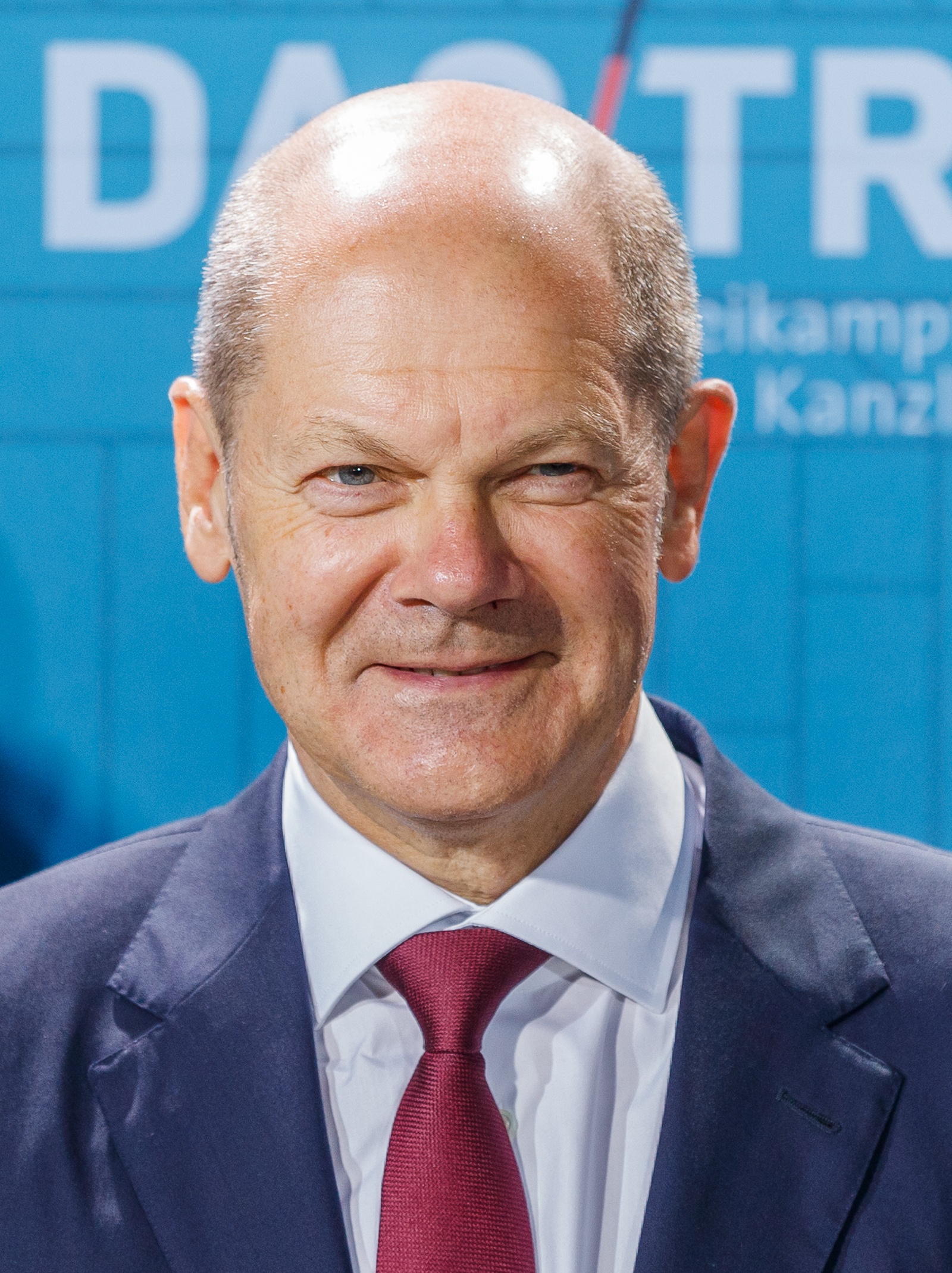
Німеччина Олаф Шольц, Канцлер
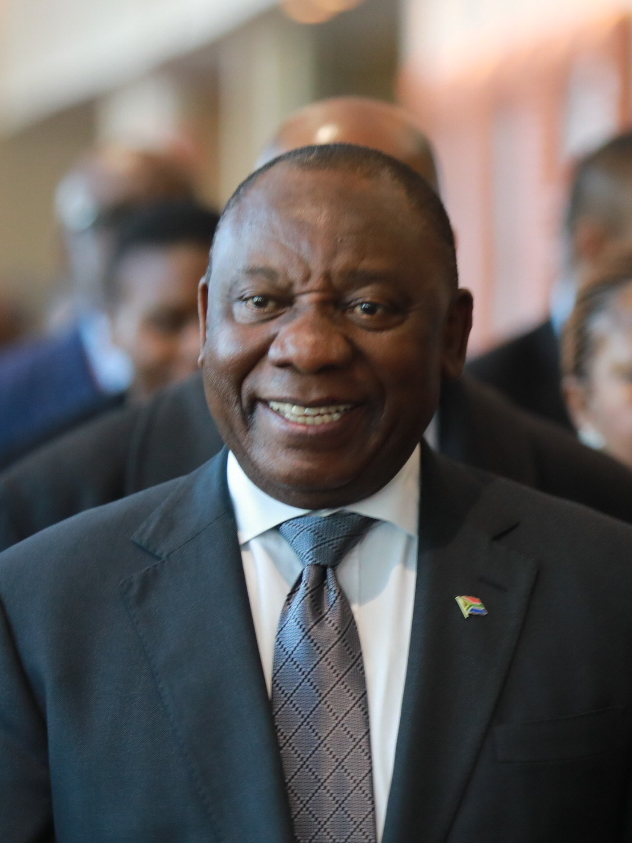
ПАР Сиріл Рамафоса, Президент
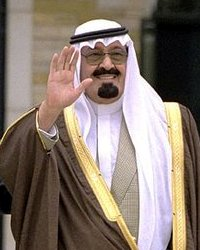
Саудівська Аравія Салман ібн Абдул-Азіз Аль Сауд, Король
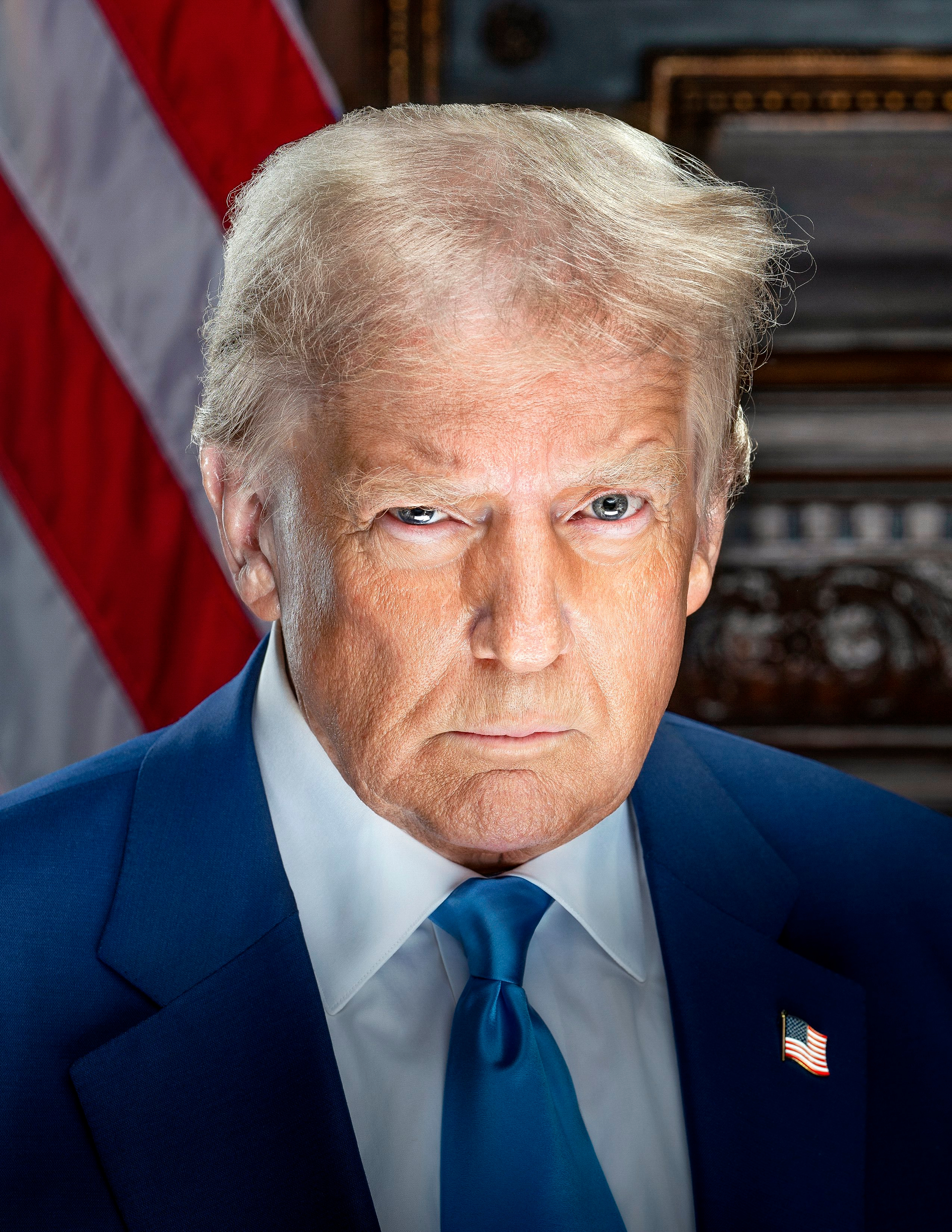
США Дональд Трамп, Президент
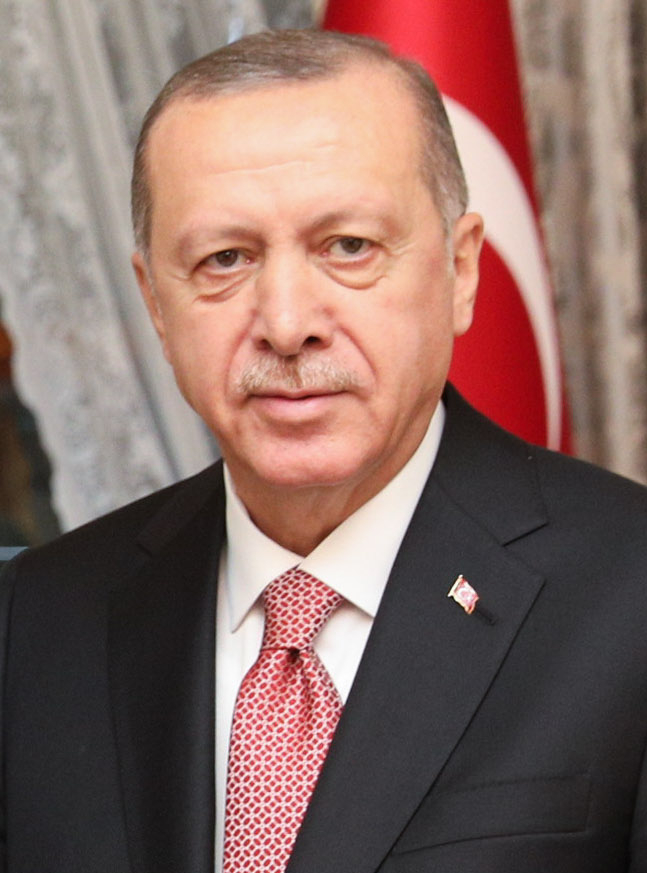
Туреччина Реджеп Таїп Ердоган, Президент
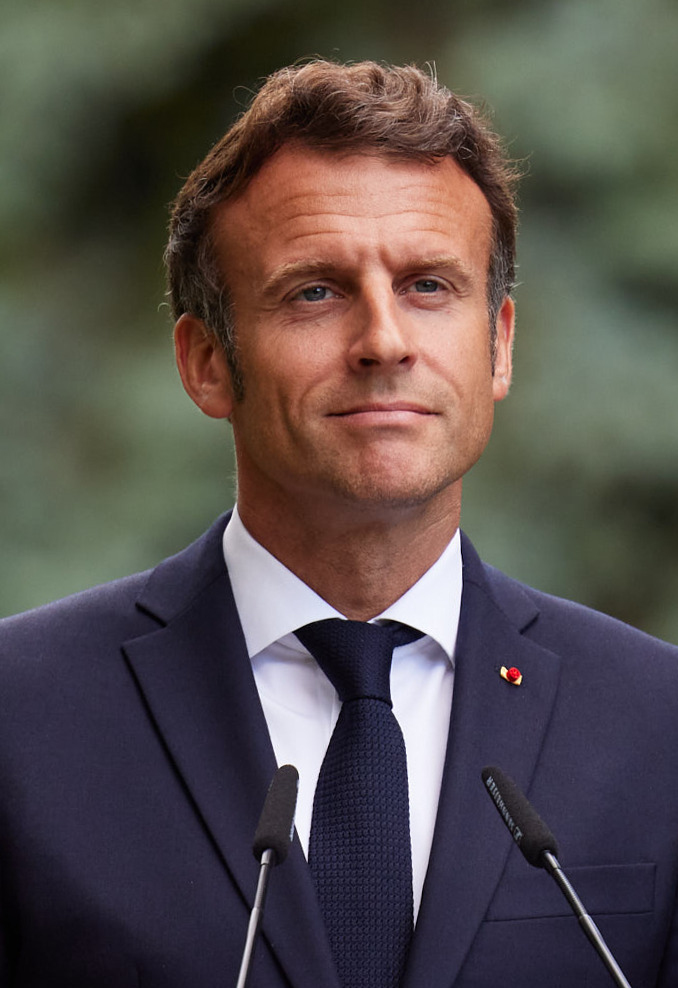
Франція Еммануель Макрон, Президент
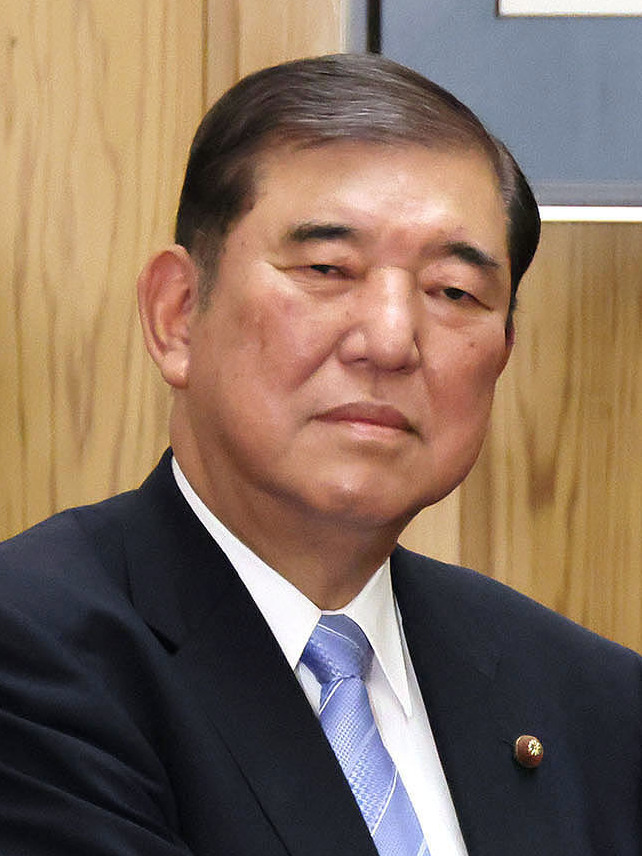
Японія Ісіба Сіґеру, Прем'єр-міністр
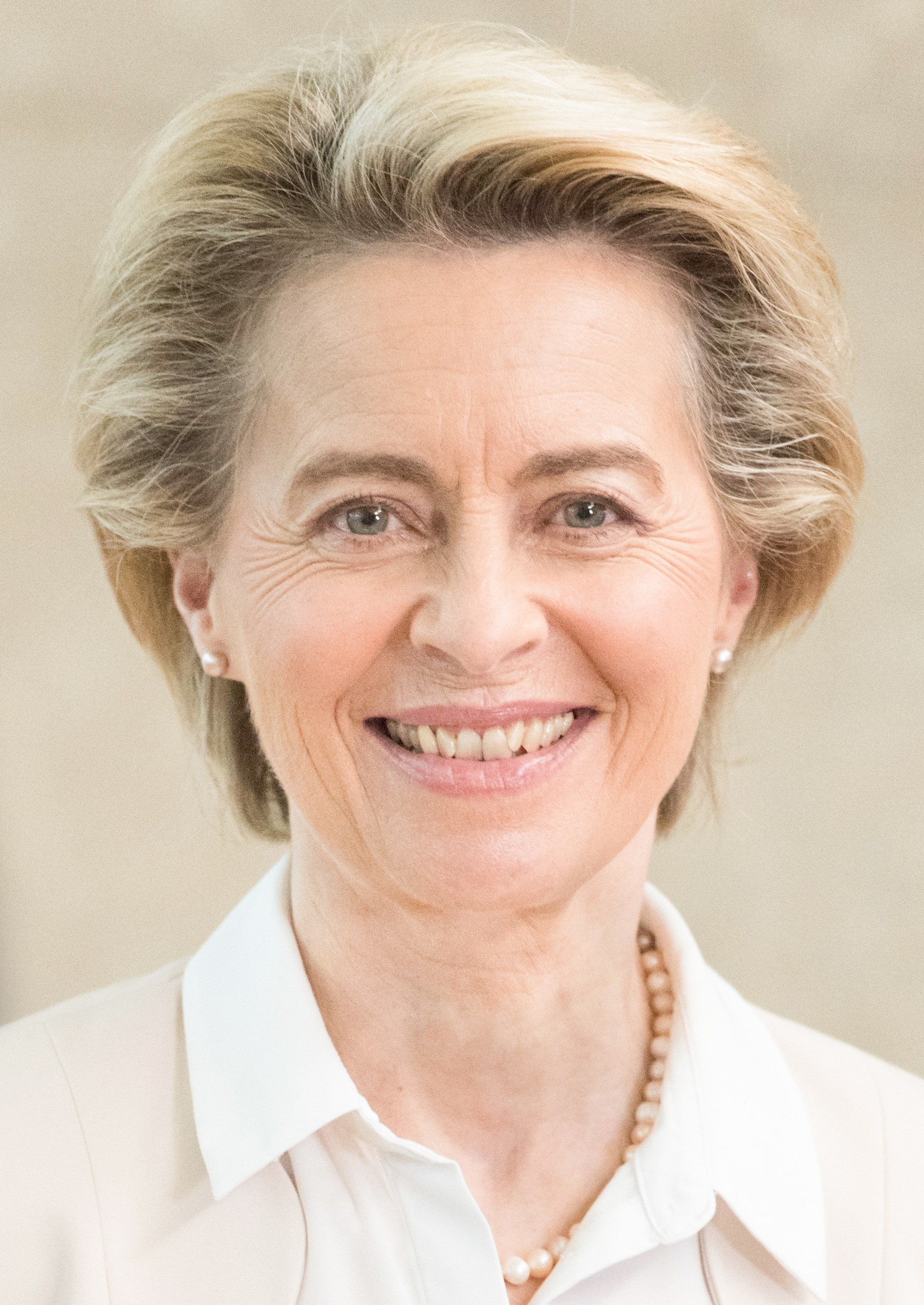
Європейський союз Урсула фон дер Ляєн, Президент Європейської комісії

## Фотогалерея

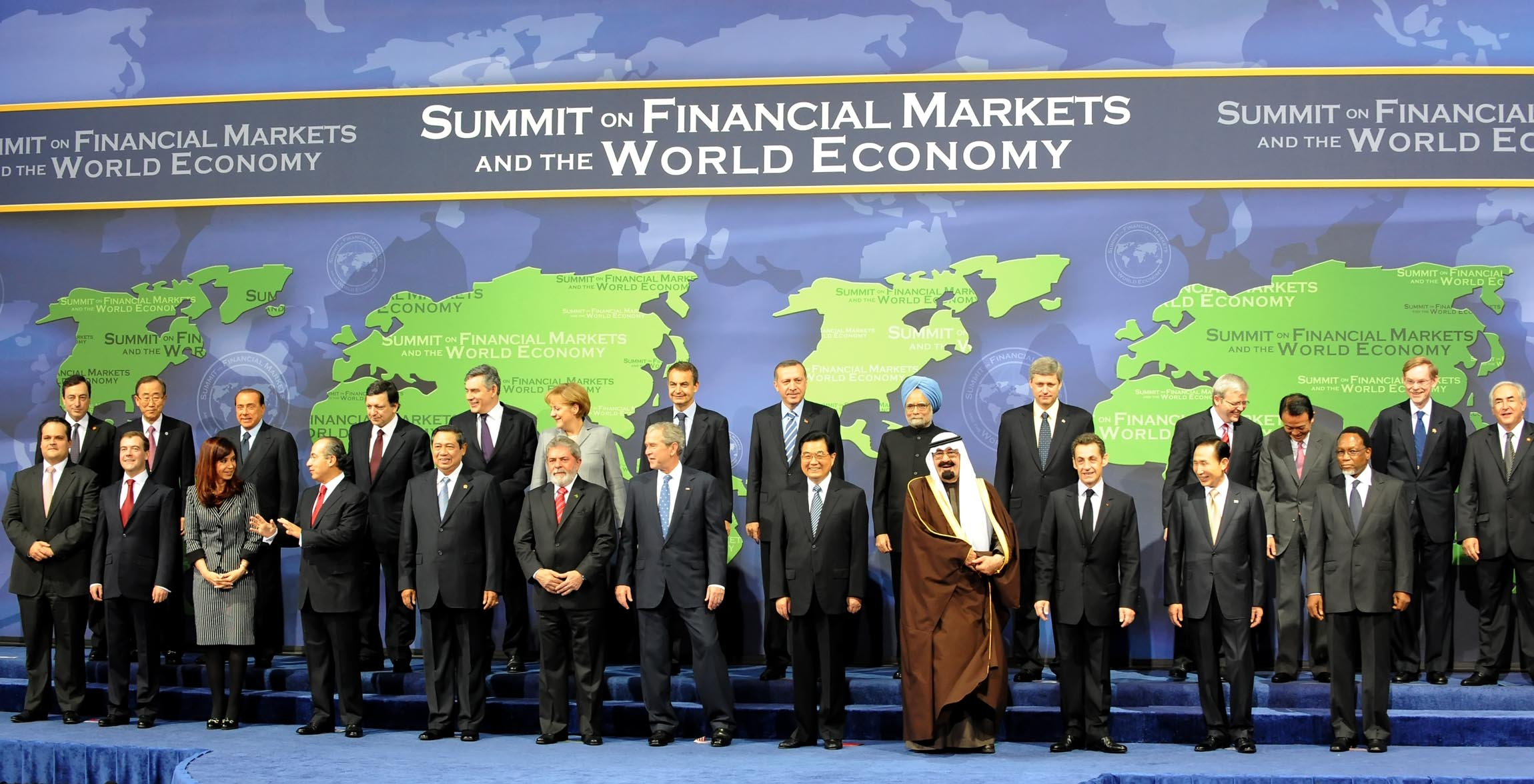
Саміт G20 у Вашингтоні, листопад 2008 року
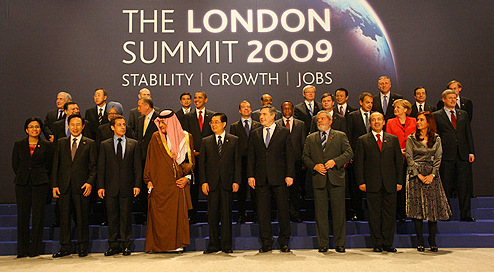
Саміт G20 у Лондоні, квітень 2009 року
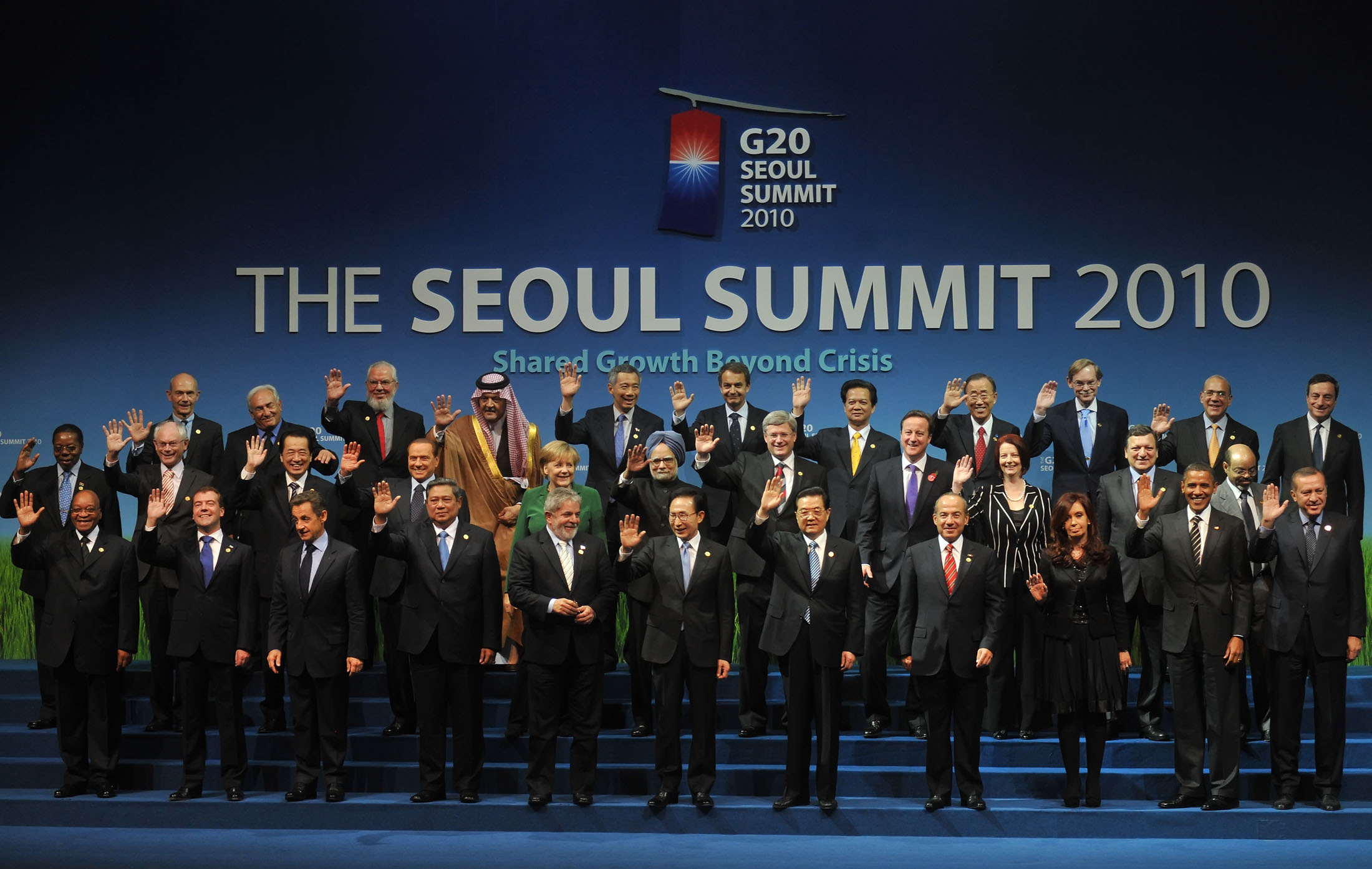
Саміт G20 у Сеулі, листопад 2010 року
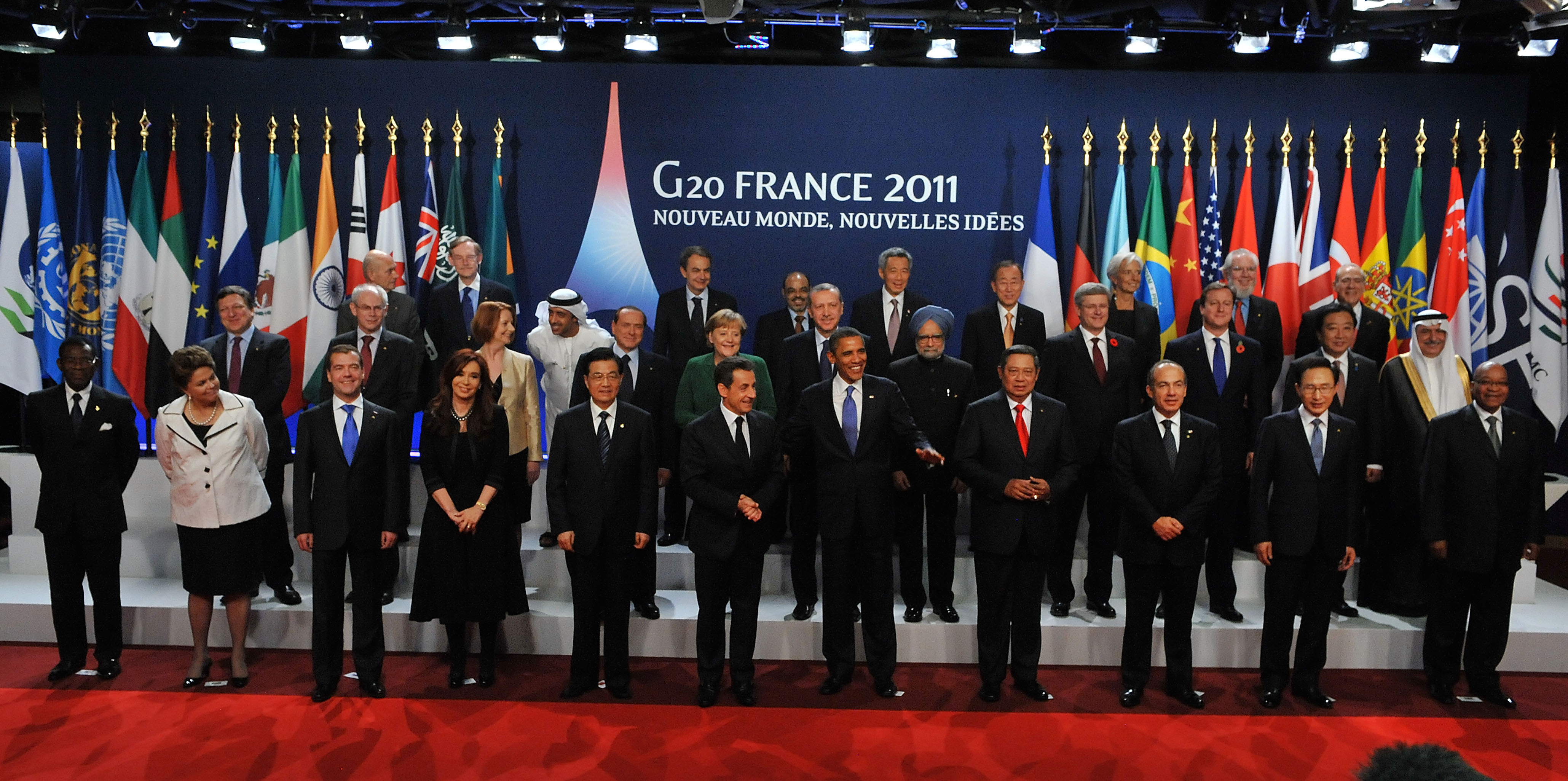
Саміт G20 у Каннах, листопад 2011 року
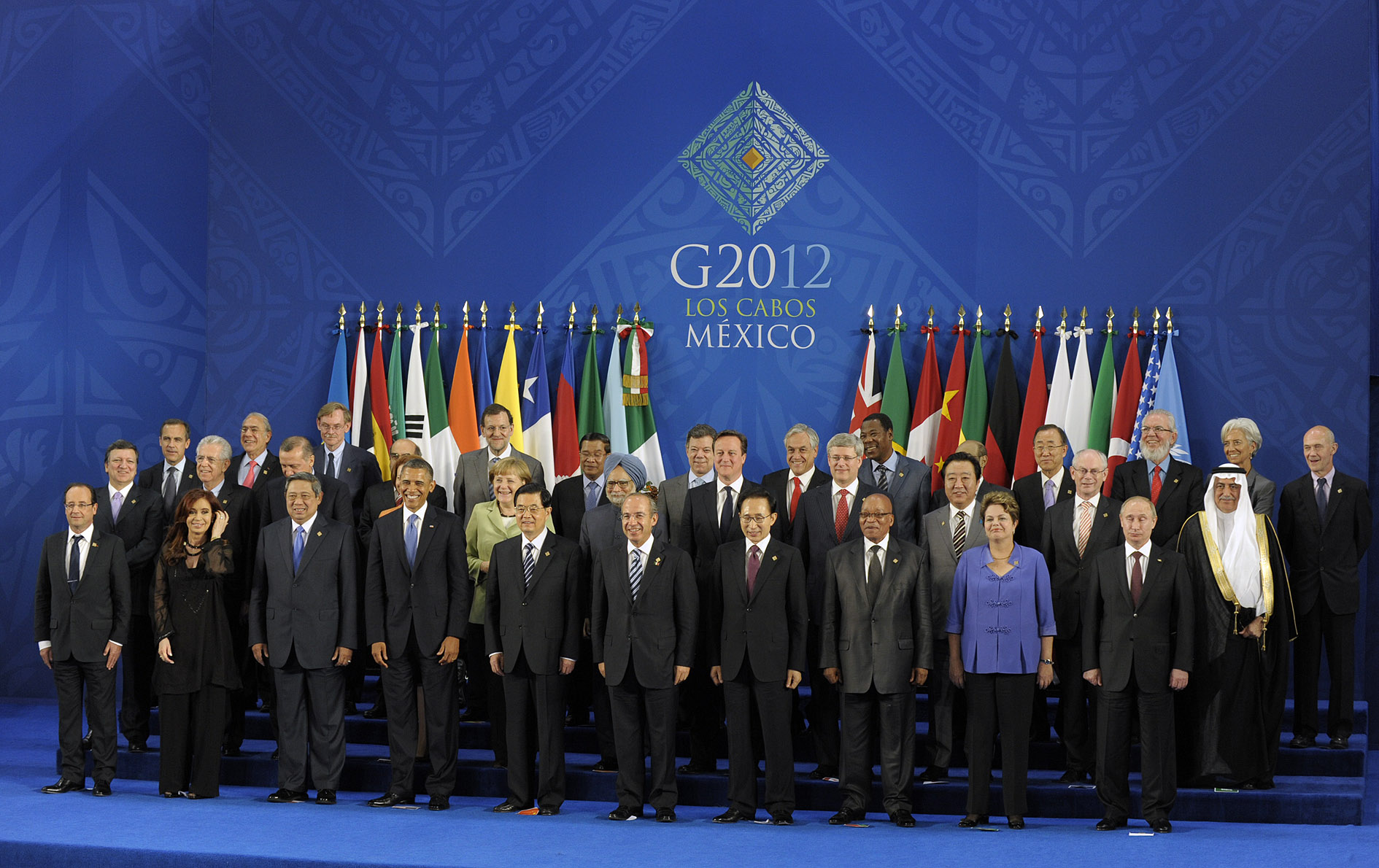
Саміт G20 у Мексиці, червень 2012 року
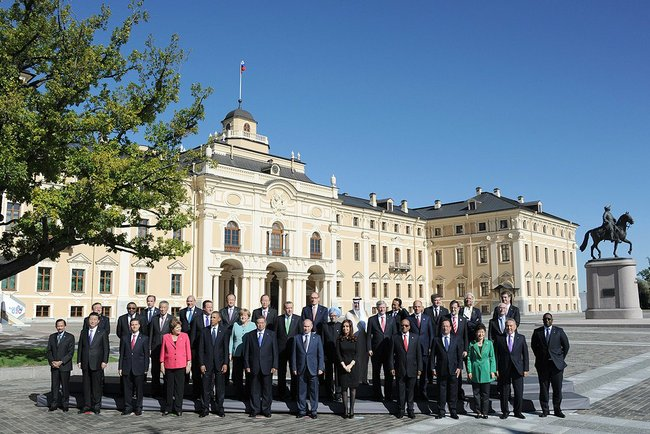
Саміт G20 Санкт Петербург, 2013 року
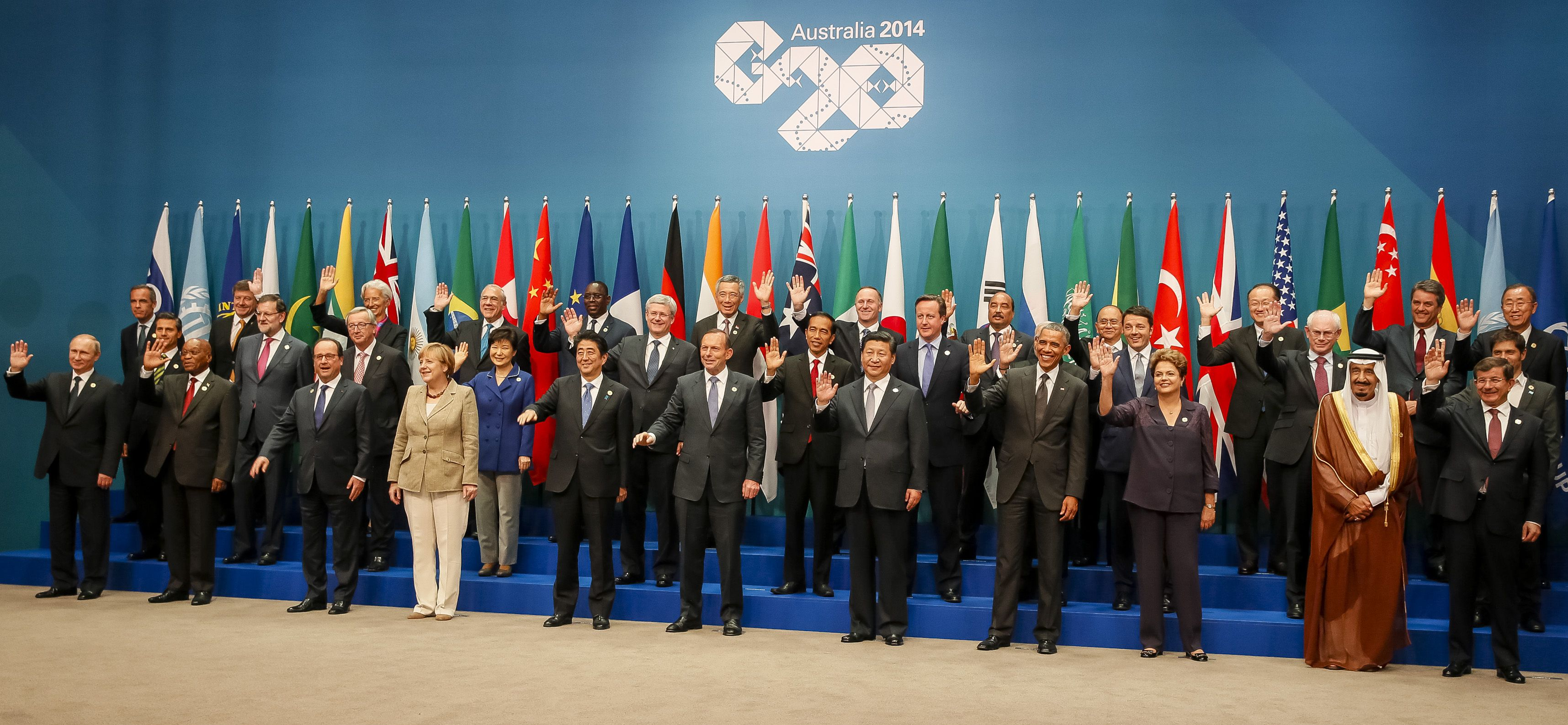
Саміт G20 Брисбен, 2014 року
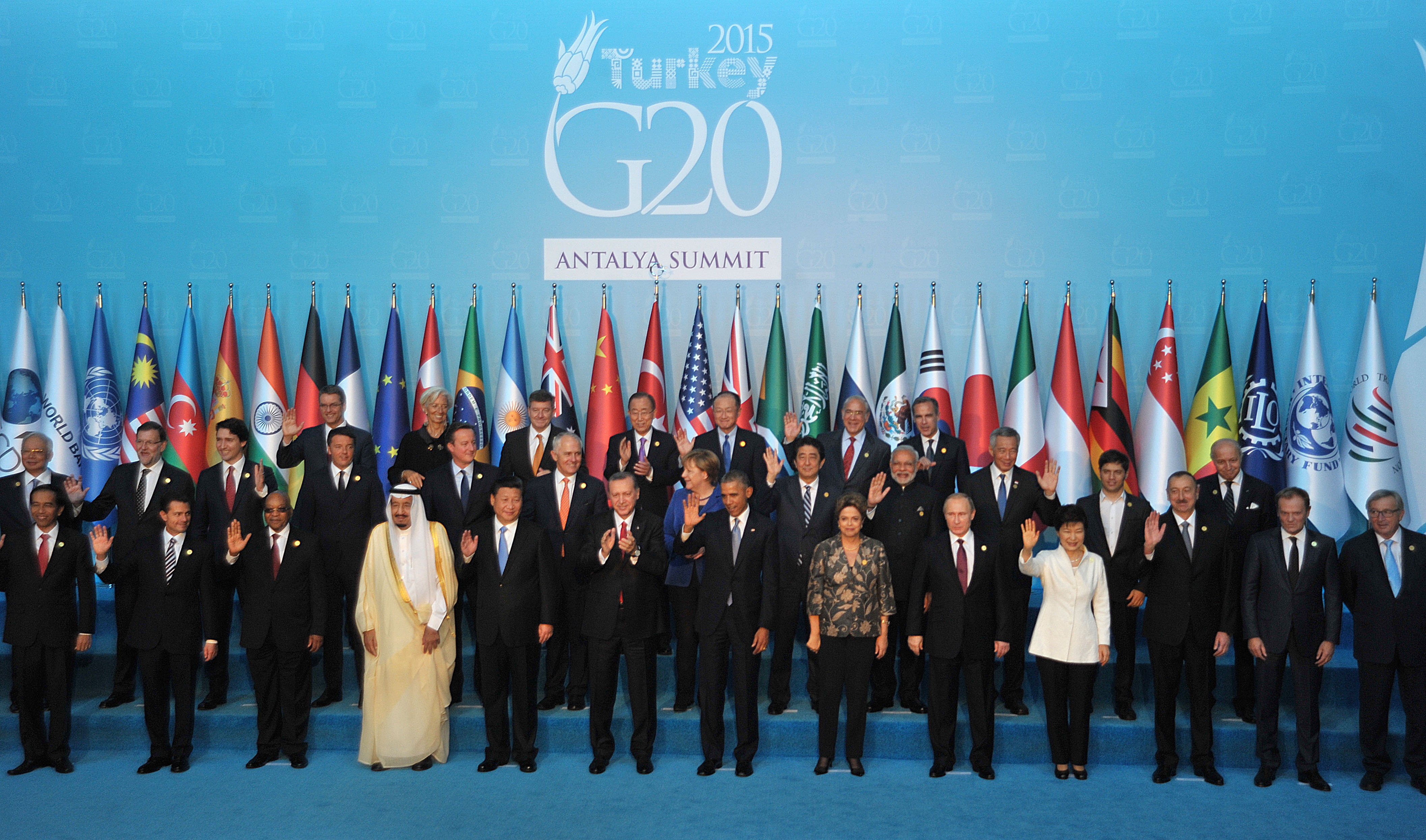
Саміт G20 Анталія, 2015 року
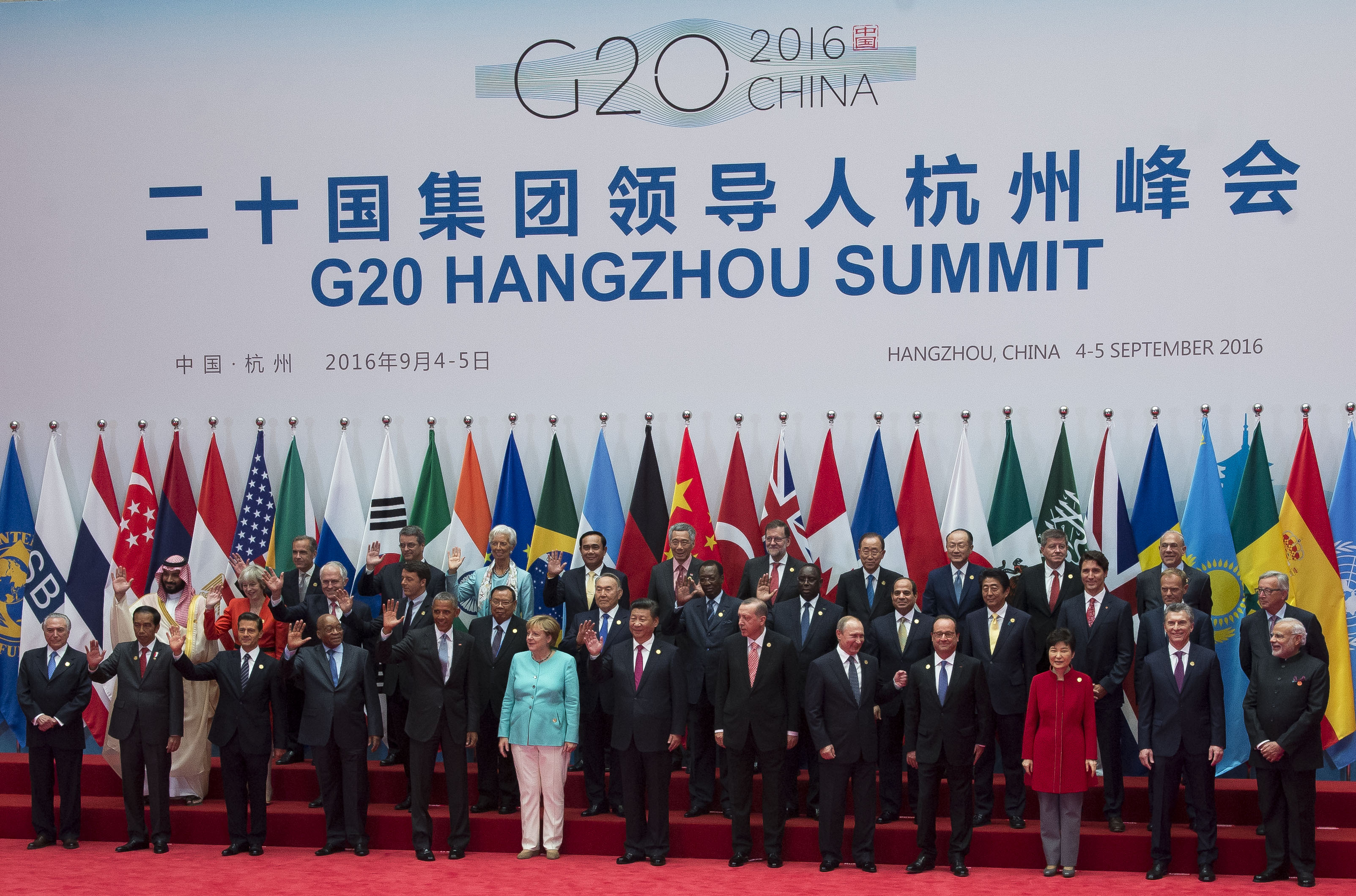
Саміт G20 Ханчжоу, 2016 року
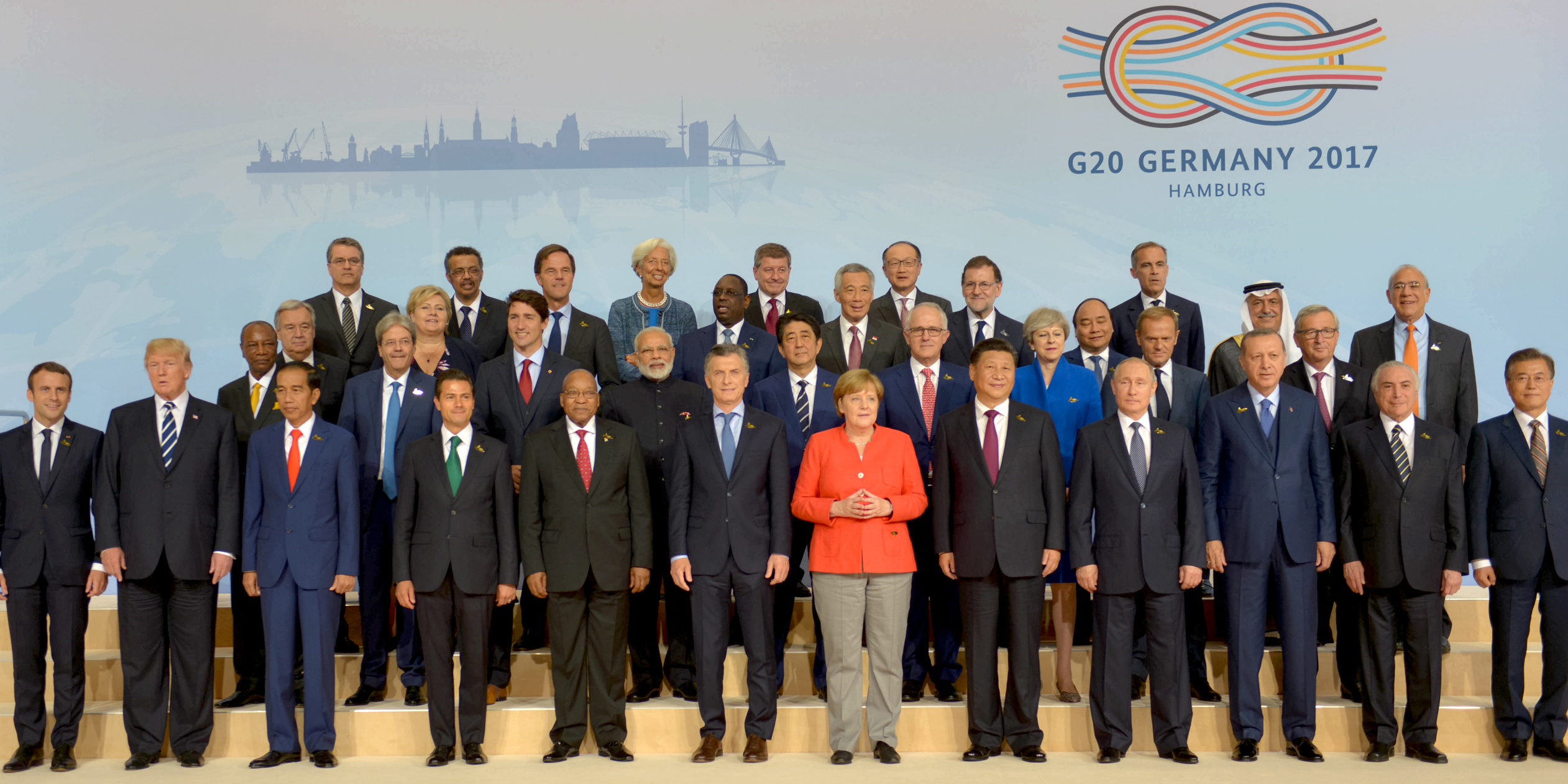
Саміт G20 Гамбург, 2017 року
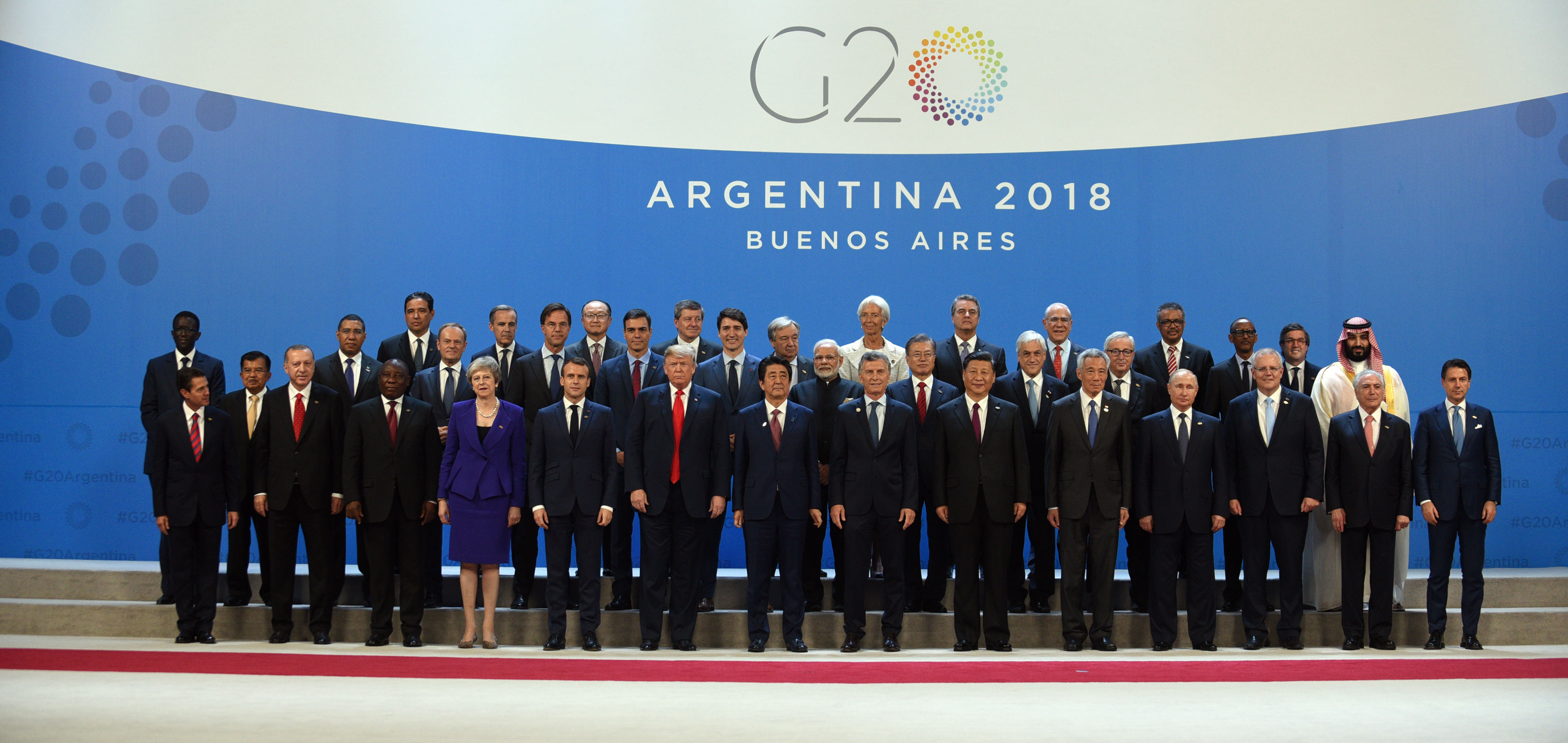
Саміт G20 Буэнос-Айрес, 2018 року
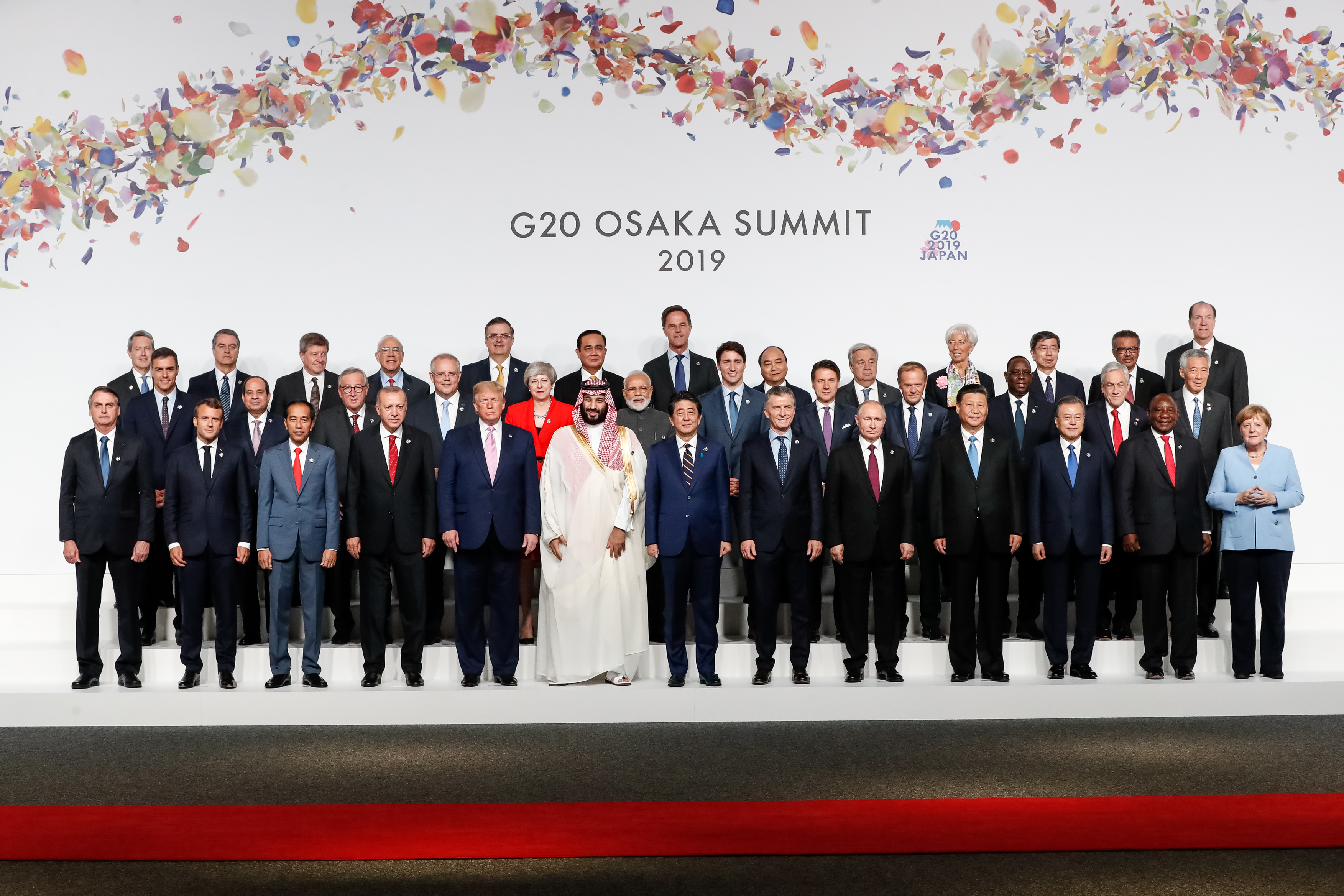
Саміт G20 Осака, 2019 року
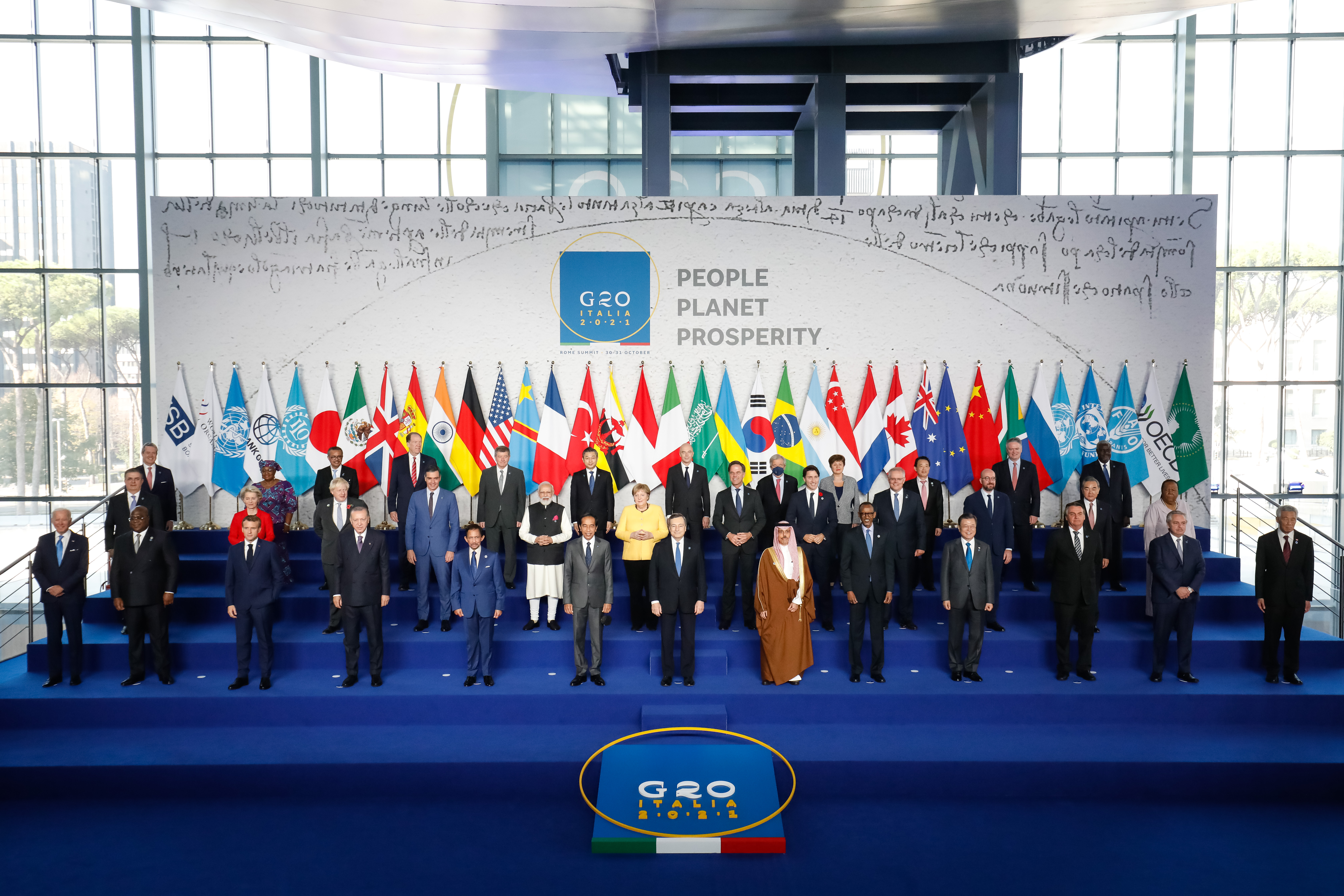
Саміт G20 Рим, 2021 року